# 西都市立妻北小学校
西都市立妻北小学校（さいとしりつ つまきたしょうがっこう）は、宮崎県西都市大字右松にある公立の小学校。

## 概要
歴史
1949年（昭和24年）に、当時の「妻町立妻小学校」が「第一小学校（現・妻北小学校）」と「第二小学校（現・妻南小学校）」の2校に分離して開校した。現校名になったのは1958年（昭和33年）。2024年（令和6年）には創立75周年を迎えた。
校章
五芒星（北極星を象徴）と、三種の神器の中の、鏡と勾玉を組み合わせたものを背景にして、中央に「小」の文字を配している。
校歌
1955年（昭和30年）に制定。作詞は黒木清次、作曲は金堀伸夫による。歌詞は3番まであり、歌詞中に校名は登場しない。
通学区域
「御舟町一・二丁目、桜川町一・二丁目、妻町一～三丁目、中央町一・二丁目、水流崎町、白馬町、旭一・二丁目、中妻一・二丁目、上町一・二丁目、聖陵町一・二丁目、石貫、法元、新町、新町一・二丁目、諏訪（国分住宅を含む）、寺崎、酒元、大口川、山角、城平、調殿、童子丸（一部）、上・下山路、寺原、有吉町一丁目（一部）、有吉町二丁目（一部）、有吉町三丁目（一部）、小野崎町一丁目（一部）、下妻（一部）、東旭通り（旭一丁目・二丁目を除く）」。中学校区は西都市立妻中学校。

## 沿革
前史・妻小学校
※西都市立妻南小学校と前身を同じくする。
- 明治初期 - 「右松小学校」・「三宅小学校」・「岡富小学校」の3校が創立。
- 1887年（明治20年）- 小学校令施行により、各小学校に簡易科（3年制）が設置され、簡易小学校となる。
  - 「簡易右松小学校」・「簡易三宅小学校」・「簡易岡富小学校」
- 1889年（明治22年）5月1日 - 町村制施行により、児湯郡2町（妻・右松）および7村（現王島・黒生野・岡富・清水・三宅・右松・妻）が合併の上、「下穂北村」が発足。
- 1890年（明治23年）4月1日 - 一村一校設置の原則により、上記の3校を統合の上、「尋常下穂北小学校」（4年制）となる。
- 1892年（明治25年）4月1日 - 「下穂北尋常小学校」に改称。
- 時期不詳 - 高等科を併置の上、「下穂北尋常高等小学校」に改称。
- 1908年（明治41年）4月1日 - 改正小学校令により、尋常科（義務教育年限）が4年制から6年制に改められる。
- 1924年（大正13年）
  - 4月1日 - 下穂北村が町制施行の上、「下穂北町」となる。
  - 8月1日 - 下穂北町が「妻町」に改称。
- 1932年（昭和7年）6月 - 「妻尋常高等小学校」に改称。
- 1935年（昭和10年）- 青年学校令施行により、妻青年学校を併置。
- 1941年（昭和16年）4月1日 - 国民学校令施行により、「妻町妻国民学校」に改称。尋常科を初等科に改める。
- 1947年（昭和22年）
  - 4月1日 - 国民学校初等科は、新制小学校「妻町立妻小学校」に改称。
  - 5月8日 - 国民学校高等科は、青年学校普通科とともに、新制中学校「妻町立妻中学校」に改組・改称。小学校に併設。
- 1962年（昭和27年）3月31日 - 閉校。

妻北小学校
- 1949年（昭和24年）4月1日 - 妻町立妻小学校が「妻町立第一小学校」と「妻町立第二小学校」の2校に分離。
  - この時点では、妻町立妻小学校も併存。
- 1951年（昭和26年）1月1日 - 「妻町立妻北小学校」に改称。
- 1952年（昭和27年）4月1日 - 妻町立妻小学校の廃止に伴い、御船通り・有吉通り・水神町・仲町・東旭通り・大口川地区の児童が転入。
- 1955年（昭和30年）
  - 3月 - 校旗・校歌を制定。
  - 4月1日 - 西都町の発足に伴い、「西都町立妻北小学校」に改称。
- 1958年（昭和33年）11月1日 - 市制施行に伴い、「西都市立妻北小学校」（現校名）に改称。
- 1986年（昭和61年）4月 - センター方式による給食を開始。
- 1999年（平成11年）2月 - 創立50周年記念式典を挙行。

## 交通
最寄りのバス停留所
- 宮崎交通バス 「都万神社前」停留所、「稚児殿池」停留所

最寄りの幹線道路
- 国道219号
- ひむか神話街道「都萬神社」交差点

## 周辺
- 西都学園 あいいく幼稚園
- 妻保育園
- 九州森林管理局 西都児湯森林管理署
- 都萬神社（読みは「つまじんじゃ」）
- 西都祖霊神社
- 稚児ヶ池
- 記紀の道
- 西都原古墳群

## 参考資料
- 「西都市史. 通史編 下巻」（2016年（平成28年）3月, 西都市）